# 1904 en aéronautique
Chronologie de l'aéronautique
- 1900
- 1901
- 1902
- 1903
- 1904
- 1905
- 1906
- 1907
- 1908

Cet article présente les faits marquants de l'année 1904 en aéronautique.

## Évènements
- Les frères Wright déposent un brevet pour leur machine volante en France et en Allemagne.

- Léon Levavasseur  crée le célèbre moteur « Antoinette » 8 cylindres en V développant 24 chevaux.

- 15 mars  : Ernest Archdeacon et Deutsch de la Meurthe offrent 25 000 francs chacun au Grand Prix d'Aviation Deutsche-Archdeacon qui récompensera le premier pilote à boucler un vol de plus d'un kilomètre au cours d'un vol contrôlé.

- 1er avril  : tentative à Berck du capitaine Ferdinand Ferber qui échoue à répondre aux exigences du Grand Prix d'Aviation Deutsche-Archdeacon.
- 3 avril  : Gabriel Voisin parvient à signer un vol de 25 secondes à Berck.

- 23 mai  : premier vol du Wright Flyer II.

- 15 septembre  : premier virage en vol pour les frères Wright.
- 20 septembre  : premier vol d'avion en circuit fermé : il est effectué par les frères Wright sur leur Flyer II.

- 9 novembre  : Wilbur Wright vole sur 2,75 miles (environ 4,4 km) à Dayton (Ohio) ; c'est le premier vol de plus de cinq minutes. À noter les vives controverses en France à propos de tous ces « vols » des Frères Wright. Dès 1904, les Français reprochent l'absence de toute homologation de ces « vols », de témoins impartiaux et de documents photographiques. Aucun de ces vols n'est d'ailleurs pris en compte officiellement par les autorités françaises et européennes gérant l'aviation. Ainsi, il faut attendre 1908 pour voir le premier kilomètre officiellement pris en compte par les archives de l'aviation européenne (Henri Farman franchira ce kilomètre « officiel » en 1908).